# 셀프서비스
셀프서비스(영어: self-service)는 고객이 직접 상품을 선택하는, 저가 (low price) · 단시간 (short time shopping)의 쇼핑을 할 수 있게 한 판매 방법이다.
근대화의 과정에서 본격적으로 발전하여 온 분업화의 특수한 경우로 볼 수 있다.
현대에는 식당에서 물을 직접 셀프서비스하는 것 뿐만아니라 스스로 ATM기에서 은행업무를 처리한다거나 스마트폰 앱으로 영화티켓을 구매하거나 집에서 인터넷 쇼핑을 하는 등 다양하고 복잡하게, 깊숙히 개인의 일상생활에 자리잡고 있다.
기술의 발전으로 개인의 지적 지위가 상승함에 따라 상품을 제공하는 공급자는 자신들의 핵심기술을 제외한 영역에서 생산성 업무처리를 수요자인 고객과 공유함으로써 서로 저비용, 고효율을 실현하고 있는 추세이다.

## DIY
DIY또한 일종의 셀프서비스이다.

## 같이 보기
- 아웃소싱
- 마케팅